# Lee Han-bit
Lee Han-bit (kor. 이한빛; ur. 23 grudnia 1994) – południowokoreańska zapaśniczka walcząca w stylu wolnym. Olimpijka z Paryża 2024, gdzie zajęła piętnaste miejsce w kategorii do 62 kg. Zajęła dziewiętnaste miejsce na mistrzostwach świata w 2018 roku. 
Dziewiąta na igrzyskach azjatyckich w 2022. Brązowa medalistka mistrzostw Azji w 2018 i 2021 roku.